# Giovanni Contarini
Giovanni Contarini, Giovanni Contareno (ur. ?, zm. 1451) – duchowny katolicki, w latach 1409–1422 i 1424–1451 tytularny łaciński patriarcha Konstantynopola. Od 1418 do 1427 również Administrator apostolski Eraclei. W latach 1422–1424 tytularny łaciński patriarcha Aleksandrii.

## Życiorys
23 października 1409 roku został mianowany tytularnym łacińskim Patriarchą Konstantynopola. Pełnił tę funkcję od 17 lipca 1422, kiedy to został przeniesiony na stanowisko tytularnego łacińskiego Patriarchy Aleksandrii. Od 18 kwietnia 1418 był również Administratorem apostolskim Eraclei. Tę funkcję pełnił do 1427 roku. 14 lipca 1424 roku przestał być Patriarchą Aleksandrii i został mianowany ponownie Patriarchą Konstantynopola. Ten tytuł posiadał aż do swojej śmierci. Zmarł w 1451 roku.